# Entomophthora simulii
Entomophthora simulii är en svampart som beskrevs av S. Keller ex S. Keller 2004. Entomophthora simulii ingår i släktet Entomophthora och familjen Entomophthoraceae.   Inga underarter finns listade i Catalogue of Life.